# 符合计数 (物理学)
在量子物理中，符合计数被应用于测量粒子超距作用和量子纠缠实验。在这些实验中，相同的初始能量源产生出两个或多个具有关联或纠缠物理性质的粒子。独立的粒子探测器测量出每个粒子的量子态，并将测量信号送入符合计数器。通常在对纠缠进行研究的实验中，测量到的非纠缠粒子数量大大超过纠缠粒子，纠缠信号被无规则噪声淹没。而在具有两个探测器的系统中，符合计数器只记录同时到达两个探测器的粒子信号(或更准确地说，只记录相同时间发出的、并且同时抵达这两个探测器的信号)，从而避免噪声问题。这将确保只有纠缠粒子被记录。 
然而，由于不确定原理本身以及电子器件的限制，具有无限小时间分辨率的探测器和计数器并不存在，测量必然存在一段时间分辨长度(测量窗口与系统的时间分辨率相等)。由于测量时间无法更加精确，在同一个时间分辨长度内被探测到的粒子将被认为同时到达探测器。因此在双探测器系统中，两个不相关的、非纠缠的粒子可能会在同一个时间分辨长度内分别进入两个探测器，成为虚假的符合计数，从而增加噪声。这对符合计数器信噪比的提升造成了限制，进而影响对量子行为的研究。 

## 参阅
- 非线性光学